# Aerozol leczniczy
Aerozol leczniczy (łac. aerosola medicamentosa) – postać leku przeznaczona do stosowania wewnętrznego lub zewnętrznego. Jest to układ wielofazowy zamknięty w opakowaniu pod ciśnieniem gazu wytłaczającego, z urządzeniem rozpraszającym umożliwiającym uzyskanie subtelnej dyspersji cząstek. Aerozol stanowi układ koloidalny, w którym ośrodkiem dyspersyjnym jest powietrze, a substancją rozproszoną ciecz.
W lecznictwie stosowano różnego typu inhalacje już w minionych wiekach. Wdychano rozproszone w powietrzu ciecze, a także pary, gazy i dymy. Szerokie zastosowanie miały kadzidła (fumigationes). Jeszcze w XIX wieku nie widziano różnicy między wdychaniem gazu czy mgły. W skład inhalacji wchodziły najczęściej mieszaniny zawierające kropelki cieczy i lotne olejki eteryczne. W uzdrowiskach do dziś stosuje się wdychanie skondensowanej pary, otrzymanej przez gotowanie wód mineralnych w tzw. inhalatoriach. Pod koniec XIX wieku bardzo popularne były inhalatory parowe. Strumień pary porywał ciecz z wylotu szklanej rurki i rozpylał ją w powietrzu, a chory wdychał powstały aerozol. Naukowe podstawy leczenia inhalacyjnego opracował Theodor R.W. Findeisen w 1935 roku. Ustalił on dokładnie zależność między wielkością kropelek rozpylonych a czasem utrzymania się ich w powietrzu.

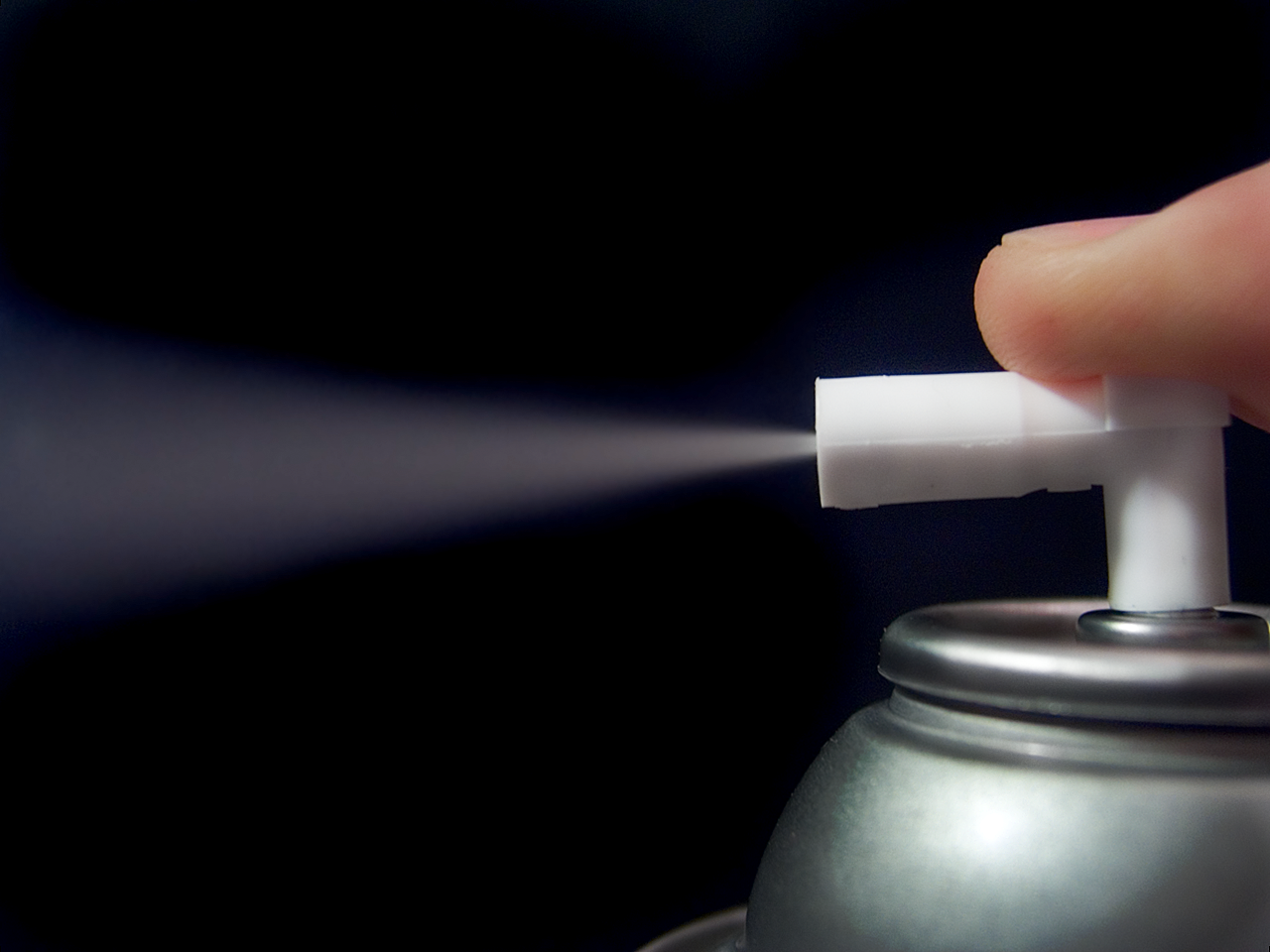
Aerozol

## Budowa rozpylacza
Urządzenie do wytwarzania aerozolu leczniczego jest zbudowane z pojemnika i zaworu rozpylającego. Dozowanie preparatu może być ciągłe lub może on być dawkowany (zawory dozujące).
- Pojemniki: stosuje się szklane, metalowe lub z tworzyw sztucznych. Muszą być odporne na ciśnienie (do ok. 4500 hPa).
- Zawory: zamykają szczelnie pojemnik i po naciśnięciu umożliwiają rozpylenie substancji leczniczej. O uzyskanym efekcie rozpylenia decyduje głowica rozpryskowa.
- Substancje lecznicze: mogą występować w postaci roztworu, emulsji, zawiesiny lub proszku zmikronizowanego.
- Substancje pomocnicze: rozpuszczalniki, substancje korygujące odczyn, zwiększające lepkość, środki konserwujące, izotonizujące.
- Gazy wytłaczające (propelenty): gazy sprężone (N2, CO2, podtlenek azotu), gazy skroplone i ciecze o niskiej masie cząsteczkowej (propan, butan), fluorowane węglowodory lub ich mieszaniny.

## Podział
- Aerozole inhalacyjne (wziewne) – stosowane w pojemnikach pod ciśnieniem lub w postaci inhalatorów proszkowych. Jeżeli są w postaci płynnej można stosować nebulizatory. Pojedyncza dawka może być zamknięta w kapsułce, blistrze lub odmierzana w komorze inhalatora. Aerozol pobierany jest wraz z powietrzem podczas wdechu.
- Aerozole zewnętrzne (natryskowe) – mają działanie ogólne lub miejscowe i są stosowane: na skórę, błonę śluzową jamy ustnej i innych jam ciała (są zaopatrzone w odpowiednie aplikatory). Te stosowane na otwarte rany i uszkodzoną skórę muszą być jałowe. Specjalny typ aerozoli do użytku zewnętrznego to aerozole donosowe i podjęzykowe.

## Działanie w zależności od wielkości cząstek
- 5–20 µm – preparaty działają na górne drogi oddechowe
- 2–5 µm – cząstki docierają do oskrzeli
- 1–2 µm – adsorpcja substancji leczniczej w oskrzelikach
- 0,2 µm – adsorpcja w pęcherzykach płucnych
- poniżej 0,1 µm – w większości są wydychane, w małym stopniu adsorbowane

## Czystość mikrobiologiczna
I grupa – Aerozole bez wymaganej pełnej jałowościPreparaty dermatologiczne stosowane na nieuszkodzoną skórę. Mają wymóg podwyższonej czystości mikrobiologicznej – nieobecność szczepów chorobotwórczych.
II grupa – Aerozole jałoweSą to aerozole zawierające antybiotyki, stosowane na uszkodzoną skórę, na pole operacyjne. Otrzymuje się je poprzez stosowanie wyjałowionych poszczególnych składników, pojemników, zaworów i aparatur do napełniania. Do wyjaławiania stosuje się metody termiczne, radiacyjne, sączenie wyjaławiające lub chemiczne poprzez dodanie tlenku etylenu. Sterylizacja gazów zachodzi przez filtrację wielopiętrową. Stosuje się jałowy zestaw filtrów o zmniejszających się średnicach porów: filtry o średnicy 0,074 mm – oddzielenie dużych cząstek, następnie kolejne filtry o porach: 20; 15; 10; 5; 2; 0,25 mikrona.

## Zalety aerozoli leczniczych
- Stanowią wygodną dla chorego postać leku.
- Stosowane są na błony śluzowe, co umożliwia szybkie wchłanianie substancji leczniczej.
- Pozwalają na precyzyjne, a jednocześnie szybkie i łatwe, dawkowanie substancji leczniczej (aplikatory).
- Opakowanie ciśnieniowe jest ochroną dla substancji leczniczej przed wpływem czynników zewnętrznych (hydroliza, utlenianie).
- Uniemożliwiają wtórne zakażenie mikrobiologiczne.

## Wady aerozoli leczniczych
- Dokładne dawkowanie substancji leczniczej wymaga doświadczenia przy stosowaniu (synchronizacja z wdechem).
- Sprawiają trudności z dokładnym dawkowaniem u dzieci.
- Jest to skomplikowana pod względem technicznym postać leku.
- Niektóre gazy wytłaczające (freony) mają szkodliwy wpływ na środowisko.